# Wieczne pióro

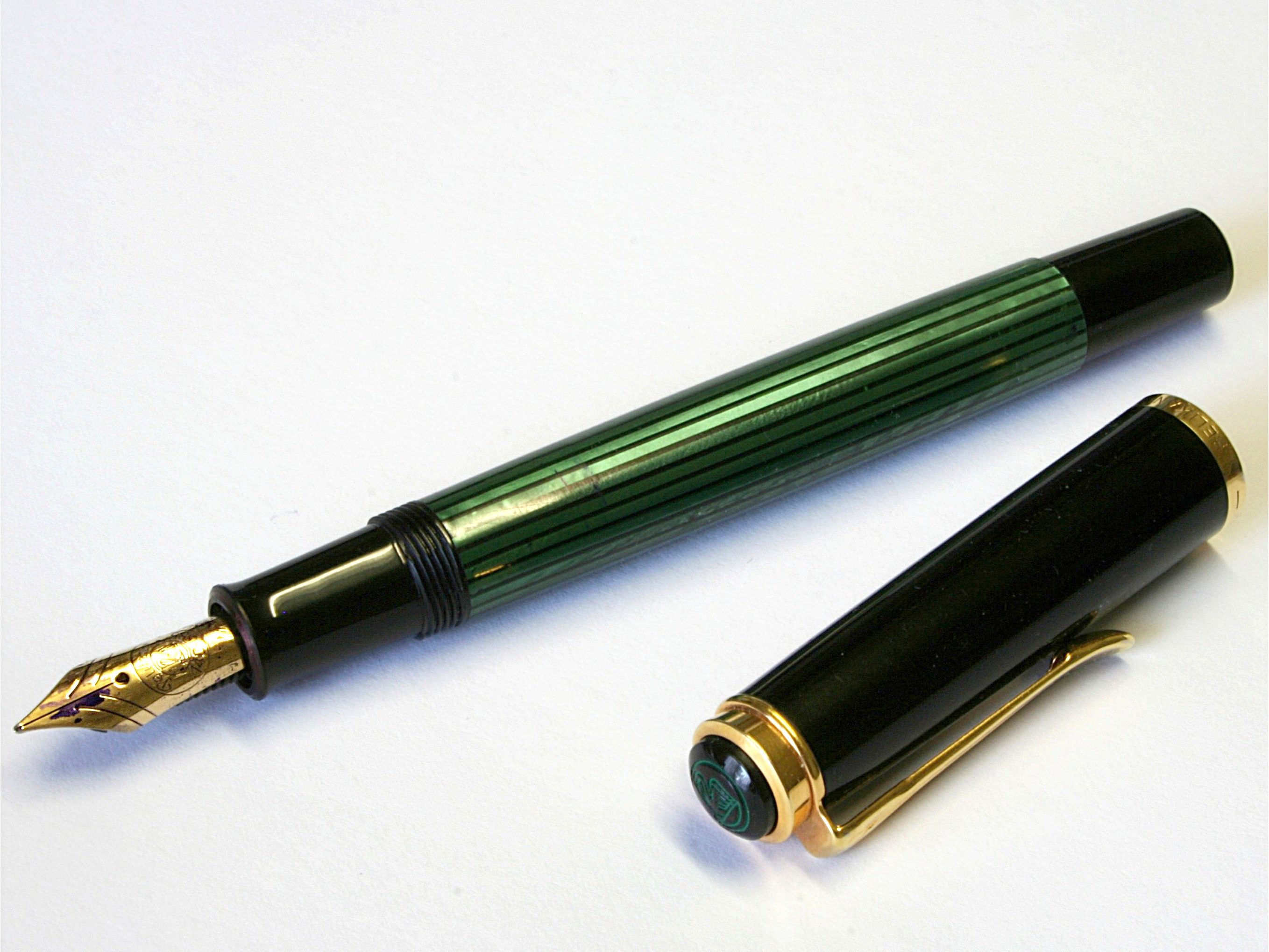
Pióro wieczne Pelikan z drugiej połowy XX wieku, w charakterystyczne dla tej marki zielone paski.

Wieczne pióro – przyrząd do pisania na papierze, w którym materiałem pisarskim jest ciekły atrament, spływający pod wpływem siły grawitacji przez kapilarę (spływak) do metalowej końcówki zwanej stalówką (wykorzystywanie zjawiska kapilarnego).

## Informacje ogólne
W XXI w. wieczne pióra są rzadziej używane ze względu na ceny (długopisy są tańsze w produkcji), jednak przez wiele osób są cenione z powodu mniejszego zmęczenia dłoni osoby piszącej (pióro wymaga mniejszego nacisku niż tradycyjny długopis) oraz ze względu na estetykę kreślonych znaków.
W niektórych środowiskach używanie wiecznego pióra jest oznaką prestiżu użytkownika.

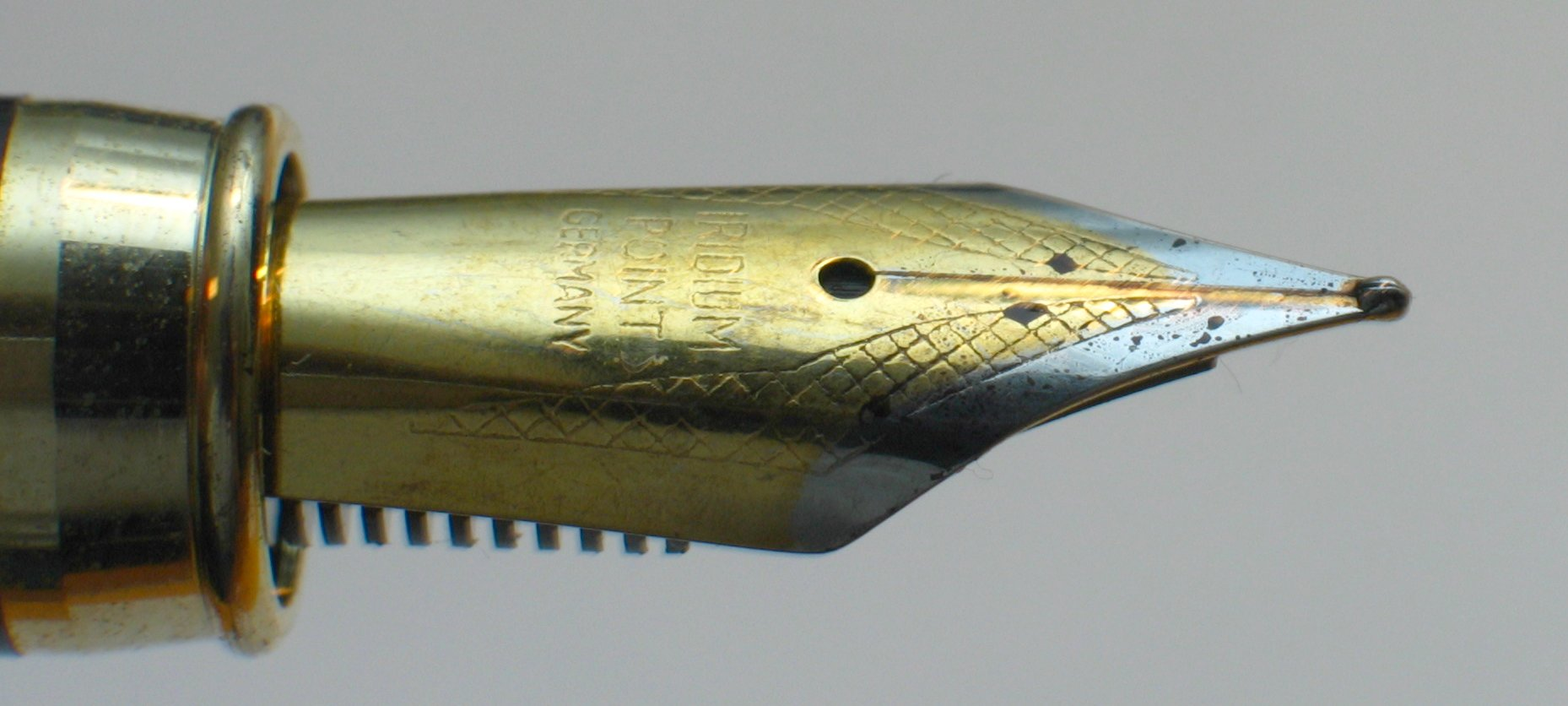
Stalówka osadzona w wiecznym piórze

Stalówki noszą oznaczenia literowe uzależnione m.in. od rodzaju i szerokości pisanej linii:
- stalówki proste:
  - EF/XF (Extra Fine) – ekstra cienka, ok. 0,4 mm;
  - F (Fine) – cienka, ok. 0,6 mm;
  - M (Medium) – średnia, ok. 0,8 mm;
  - B (Broad) – szeroka, ok. 1,0 mm;
  - BB (double Broad) –  podwójnie szeroka, ok. 1,2 mm;
  - BBB (triple Broad) – potrójnie szeroka, ok. 1,4 mm;
- stalówki ukośne: 
  - OM (Oblique Medium) – ukośna średnia;
  - OB (Oblique Broad) – ukośna szeroka;
  - OBB (Oblique double Broad) – bardzo szeroka;
- w zależności od przeznaczenia:
  - LH (Left Handed) – dla osób leworęcznych;
  - A, MK – dla osób początkujących i dzieci; stworzone przez niemiecką firmę Lamy — stalówki z bardziej zaokrąglonym ziarnem niż typowe.

Dokładne grubości stalówek o poszczególnych oznaczeniach literowych różnią się od siebie, w zależności od producenta.
Od końca XX wieku najpopularniejsze są pióra na naboje. Zwykle, zamiennie z nabojami, można stosować napełnianie za pomocą konwertera z kałamarza. Niektóre wieczne pióra uważane są za dzieła sztuki i osiągają wysokie ceny.

## Historia
Wieczne pióro powstało wcześniej niż ołówek. W 1922 roku Howard Carter odnalazł w grobowcu Tutenchamona pierwsze narzędzie pisarskie, które przypominało pióra wieczne. Była to zaostrzona z jednej strony trzcinowa rurka umieszczona w miedzianej oprawce z atramentem. Podobne pióra zostały odnalezione podczas wykopalisk w dolinie rzeki Bazar-darii w Pamirze. Do końca XVIII wieku popularne były pióra gęsie, których największą wadą była konieczność częstego ścinania końcówki, aby nadać jej stożkowy kształt umożliwiający pisanie. 
W 1508 roku w pracach Leonarda da Vinci pojawiły się projekty przyrządów pisarskich z zapasem atramentu.
W 1707 roku Nicolas Bion, nadworny inżynier Ludwika XIV, wynalazł wieczne pióro pozwalające pisać nieprzerwanie przez dłuższy czas. W latach 1808/1809 powstały pierwsze zaawansowane pióra metalowe. Nie stały się one popularne ze względu na wysoką cenę. Dopiero w 1822 roku zaczęto je produkować maszynowo za sprawą Samuela Harrisona, który ok. 1780 roku zbudował prototyp pióra. W 1884 roku Lewis Waterman (założyciel firmy Waterman) opracował system „zasilania kanalikowego”, który zapobiegał robieniu kleksów dzięki regulacji dopływu atramentu. Ważnym etapem w rozwoju produkcji piór było wynalezienie nowych materiałów, które posłużyły do wytwarzania korpusu pióra (były to m.in. ebonit (w 1839 roku) i celuloid (w 1870 roku), oraz opracowanie przez firmę Parker systemu uniemożliwiającego samorzutne ściekanie atramentu ze stalówki.